# Hohenzollernbrücke

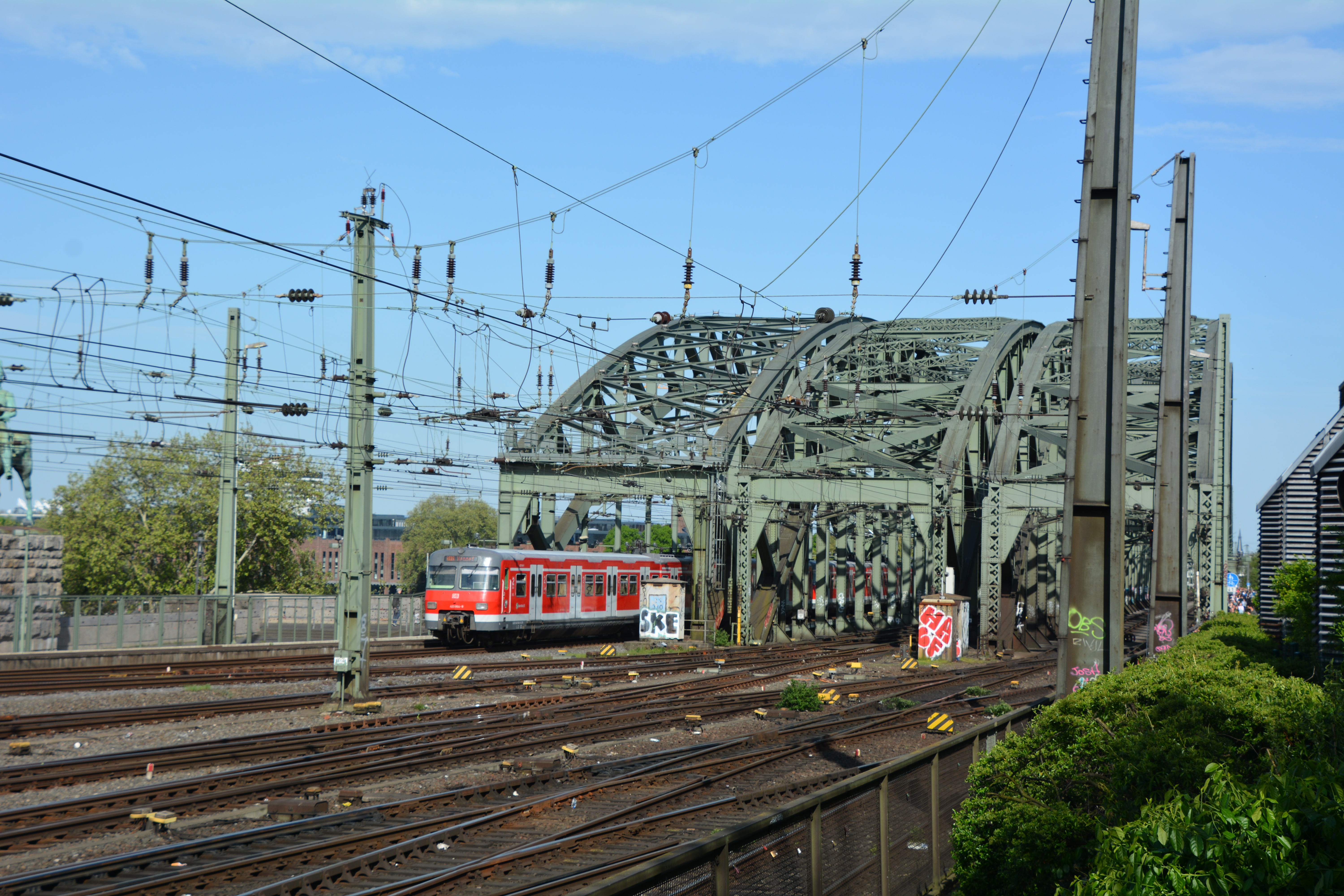
Hohenzollernbrücke, västra sidan

Hohenzollernbrücke är en bro över Rhen i Köln, som i sin första del byggdes som en kombinerad järnvägs- och vägbro med två järnvägsspår. Vid återuppbyggnaden efter andra världskriget byggdes två järnvägsbroar, vilka senare kompletterats med en tredje järnvägsbro. Sammanlagt finns sex järnvägsspår samt en fotgängar- och cykelväg. Hohenzollernbrücke är, tillsammans med den närbelägna Köln Hauptbahnhof, en av det tyska och det europeiska järnvägsnätets viktigaste knutpunkter. Bron trafikeras av ungefär 1.220 tåg per dag och är därmed den mest trafikerade järnvägsbron i Tyskland.
På samma ställe uppfördes 1859 Dombrücke med två spår. Byggandet av en bro med högre kapacitet började 1907. Bron invigdes 1911. Den bestod ursprungligen av tre bredvidliggande broar med var och en tre stålfackverksspann i längdriktningen för att bära fyra järnvägsspår och en vägbana. Bron utsmyckades med portaler med torn, ritade av Franz Schwechten i nyromantisk stil. Fyra ryttarstatyer av preussiska kungar och en tysk kejsare ur Hohenzollernätten flankerade brons ramper.
Under andra världskriget utsattes bron för bombangrepp, men klarade sig ganska bra. Den sprängdes sedan av den tyska armén i mars 1945, samtidigt som amerikanska trupper ryckte in i Kölns innerstad. Bron reparerades därefter nödtorftigt och kunde tas i visst bruk i maj 1948. Det mesta av återstående portal- och tornutsmyckning revs 1958. År 1959 var bron återuppbyggd, då med slopad motorfordonstrafik.
En tredje parallellbro började byggas 1985 och blev klar 1989. 
Hohenzollernbrücke har en längd på 409 meter. Broarna har tillsammans en bredd på 29,5 meter.

## Bildgalleri

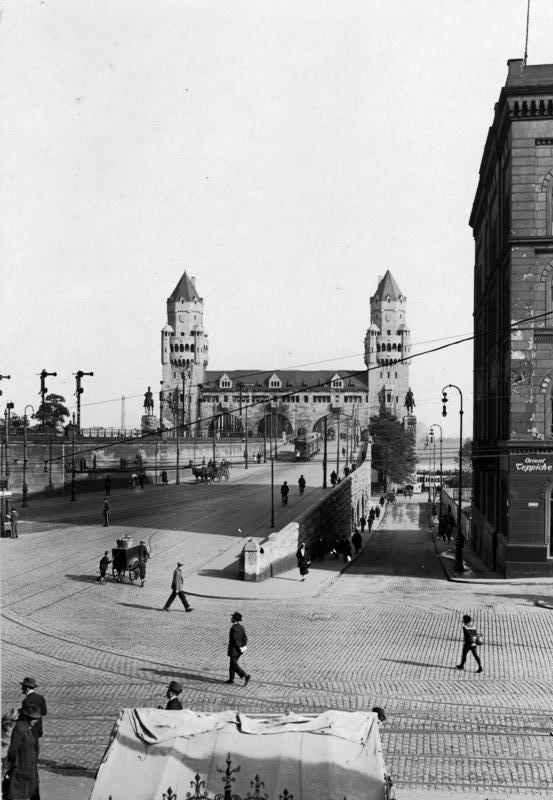
Hohenzollernbrückes västliga påfart 1930, med portal och torn
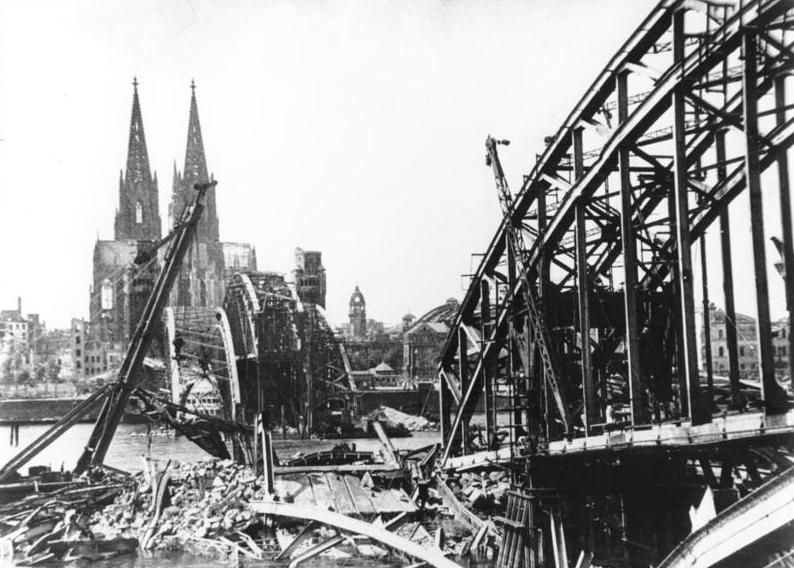
Bron efter sprängningen av tyska armén 1945
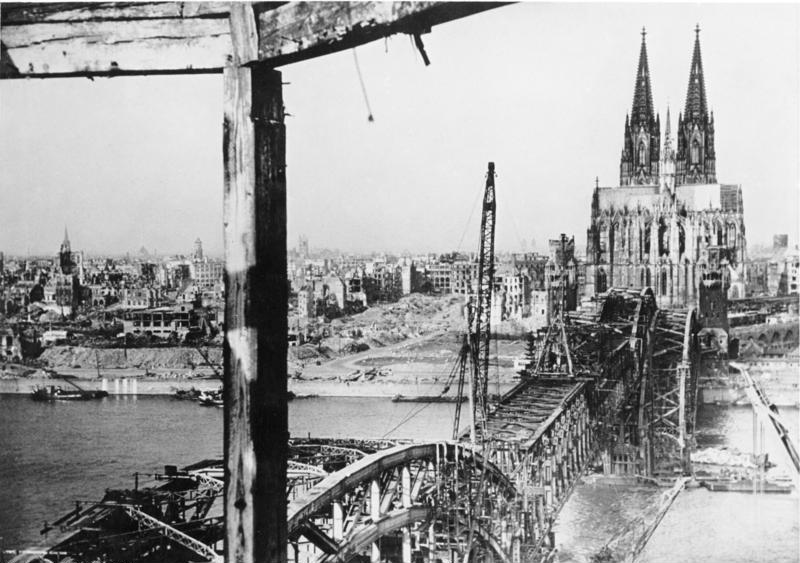
Återuppbyggnad av bron, april 1948
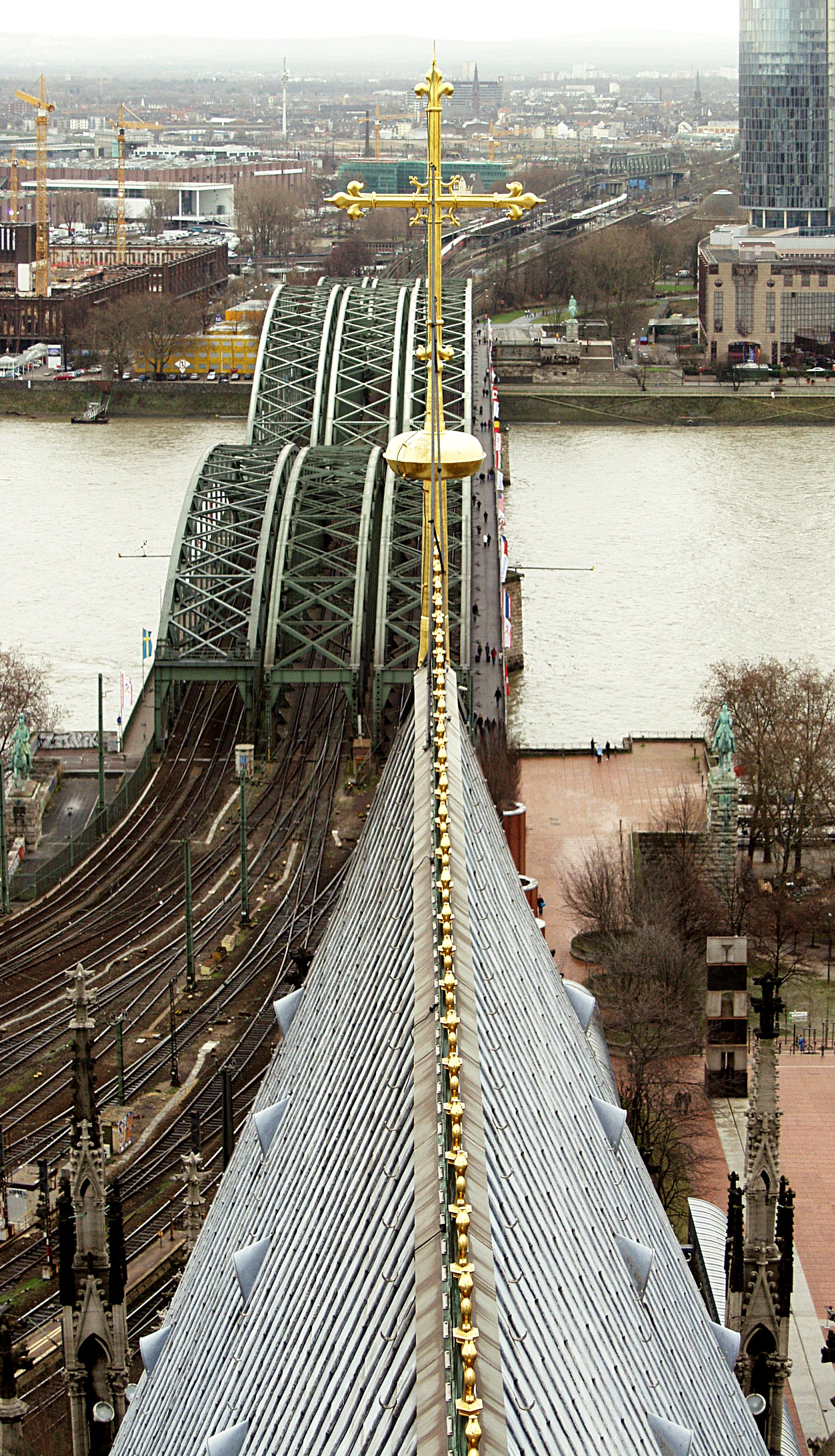
Vy från Kölnerdomens krysstorn, varav framgår att bron är riktad efter domens längdaxel.
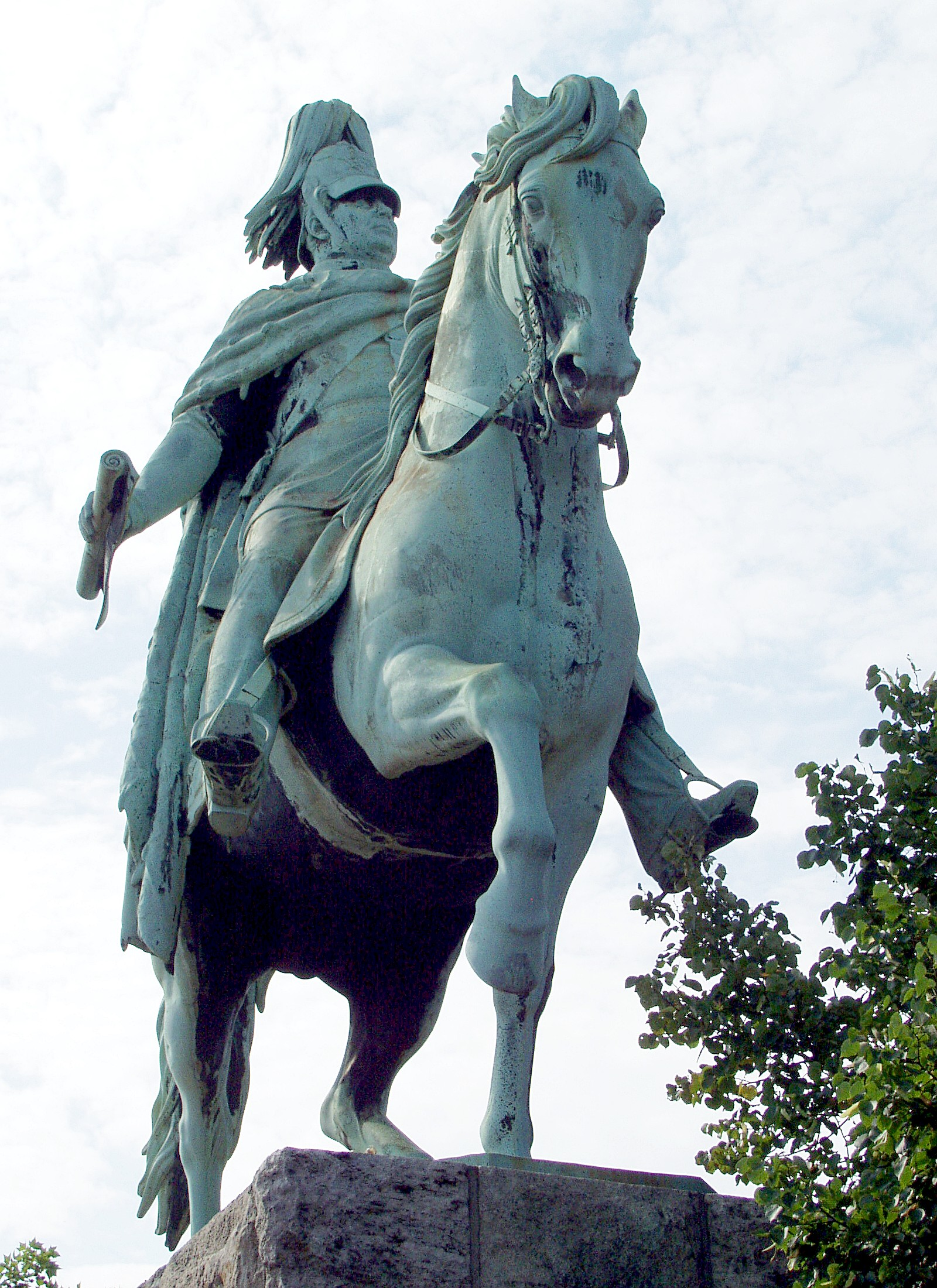
Kung Friedrich Wilhelm IV av Preussen